# Vuurtoren van Le Touquet
De Vuurtoren van Le Touquet is een vuurtoren in de tot het departement Pas-de-Calais behorende plaats Le Touquet-Paris-Plage. Deze vuurtoren markeert de monding van de Canche.

## Geschiedenis
De monding van de Canche was berucht om de vele schipbreuken. In 1801 werden twee lichtbronnen geplaatst die met koolzaadolie werden gevoed. De monding bleef gevaarlijk en daarom werden in 1852 twee vuurtorens gebouwd. Deze werden echter in 1944 door de Duitse bezetter verwoest. In september 1945 werden er in de klokkentoren van het stadhuis een drietal projectoren geïnstalleerd als provisorische vuurtoren.
In 1948 werd begonnen met de bouw van een definitieve vuurtoren, naar ontwerp van Louis Quételart.

## Gebouw
Het betreft een meer dan 57 meter hoog, achtkantig gebouw, dat zich 800 meter van de zee af bevindt, bij het estuarium van de Canche. Het is gebouwd in beton en baksteen en men moet 274 treden bestijgen om bij de lantaarn te komen. In 1951 werd de toren in gebruik genomen en in 2001 werd hij geautomatiseerd.
In 2011 werd de toren beschermd als monument historique.